# Aurelio Gazzera
Aurelio Gazzera OCD (* 27. Mai 1964 in Cuneo) ist ein italienischer römisch-katholischer Ordensgeistlicher und ernannter Koadjutorbischof von Bangassou in der Zentralafrikanischen Republik.

## Leben
Aurelio Gazzera besuchte ab 1974 das Kleine Seminar der Unbeschuhten Karmeliten in Arenzano. 1978 trat er der Ordensgemeinschaft der Unbeschuhten Karmeliten bei und am 15. September 1979 legte er in der Ordensprovinz Genua die einfache Profess ab. Von 1979 bis 1980 absolvierte er einen Teil seiner Ausbildung in der Niederlassung seiner Ordensgemeinschaft in der Zentralafrikanischen Republik. Anschließend studierte Gazzera Philosophie und Katholische Theologie an  der Theologischen Fakultät von Norditalien in Genua. Am 11. Oktober 1986 legte er die feierliche Profess ab und am 27. Mai 1989 empfing er das Sakrament der Priesterweihe.
Nach der Priesterweihe war Gazzera zunächst am Kleinen Seminar der Unbeschuhten Karmeliten in Arenzano tätig, bevor er als Missionar in die Zentralafrikanische Republik entsandt wurde. Dort wirkte er zuerst als Ausbilder (1992–1994) und später als Studiendirektor (1994–2003) am Kleinen Seminar in Yole. Von 2003 bis 2020 war er Pfarrer der Pfarrei St. Michael in Bozoum und von 2014 bis 2020 zusätzlich auch Provinzsuperior der Delegation der Unbeschuhten Karmeliten in der Zentralafrikanischen Republik. Ab 2020 lebte Gazzera in der Niederlassung seiner Ordensgemeinschaft in Baoro, wo er ein Ausbildungszentrum für Mechaniker leitete und als Seelsorger für die in den Dörfern der Savanne lebenden Gläubigen zuständig war. Darüber hinaus fungierte er bereits ab 2003 als Verantwortlicher für die Caritas im Bistum Bouar.
Am 23. Februar 2024 ernannte ihn Papst Franziskus zum Koadjutorbischof von Bangassou.